# Oregon State Beavers

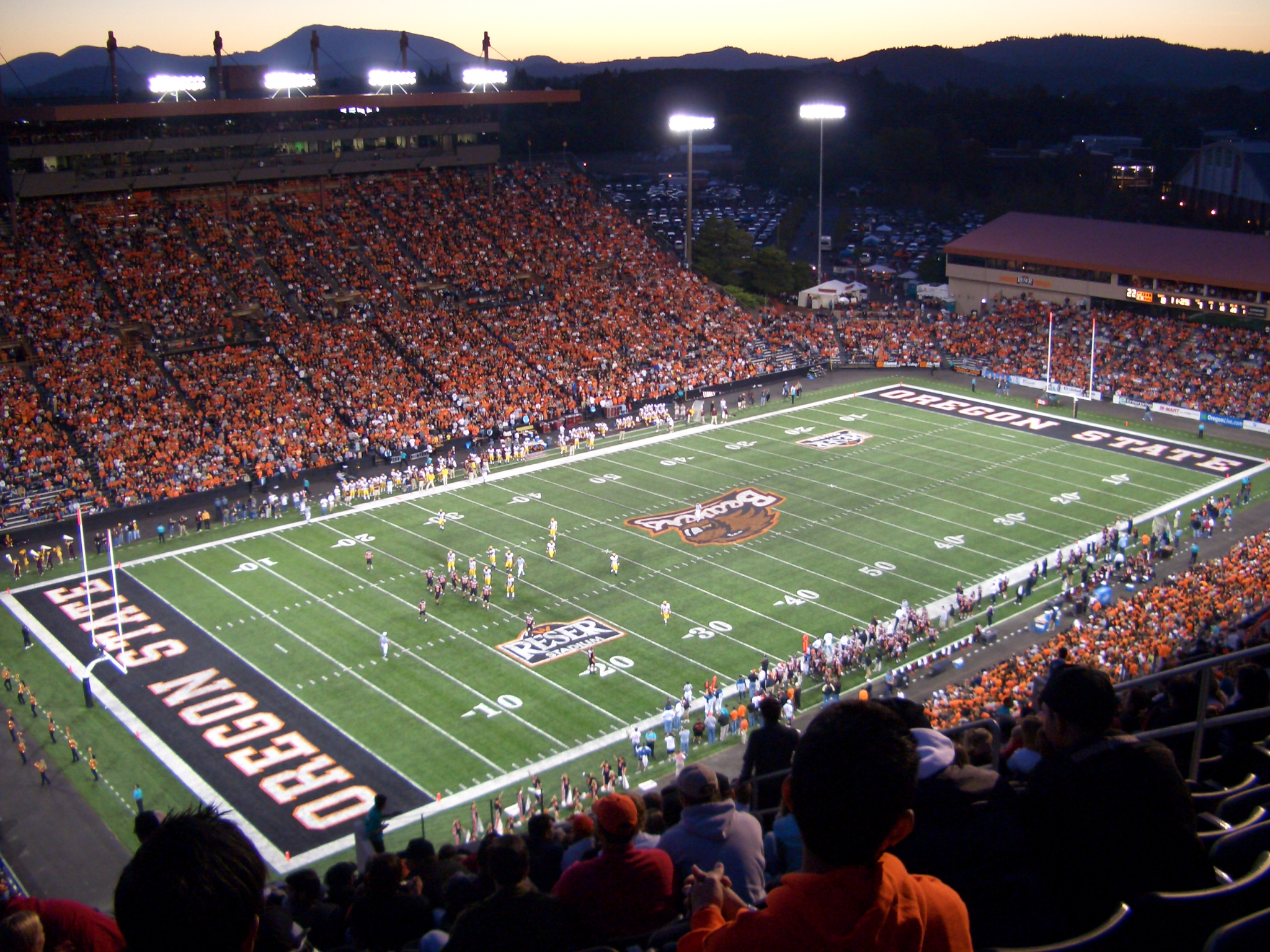
Reser Stadium

Oregon State Beavers (español: Castores de la Estatal de Oregón) es el equipo deportivo de la Universidad Estatal de Oregón, situada en la ciudad de Corvallis, Oregón. Los equipos de los Beavers participan en las competiciones universitarias organizadas por la NCAA, y forma parte de la Pacific-12 Conference. Sus colores son el naranja y el negro.
Tradicionalmente tienen una gran rivalidad con sus vecinos los Ducks de la Universidad de Oregon, situada a escasos 75 km del campus de la universidad estatal, sobre todo en fútbol americano, donde es conocida como la Guerra Civil. es una de las rivalidades más antiguas del país, y hasta la fecha se han disputado 110 partidos entre ellos. El último lo ganaron los Beavers 30-28.

## Deportes
Los Beavers compiten con 7 equipos masculinos y 10 femeninos en los torneos organizados por la NCAA. Son los siguientes:
| - Masculinos - Béisbol - Baloncesto - Fútbol - Fútbol americano - Golf - Remo - Lucha libre | - Femeninos - Baloncesto - Gimnasia - Softball - Fútbol - Remo - Natación - Atletismo - Voleibol - Golf - Cross |

### Béisbol

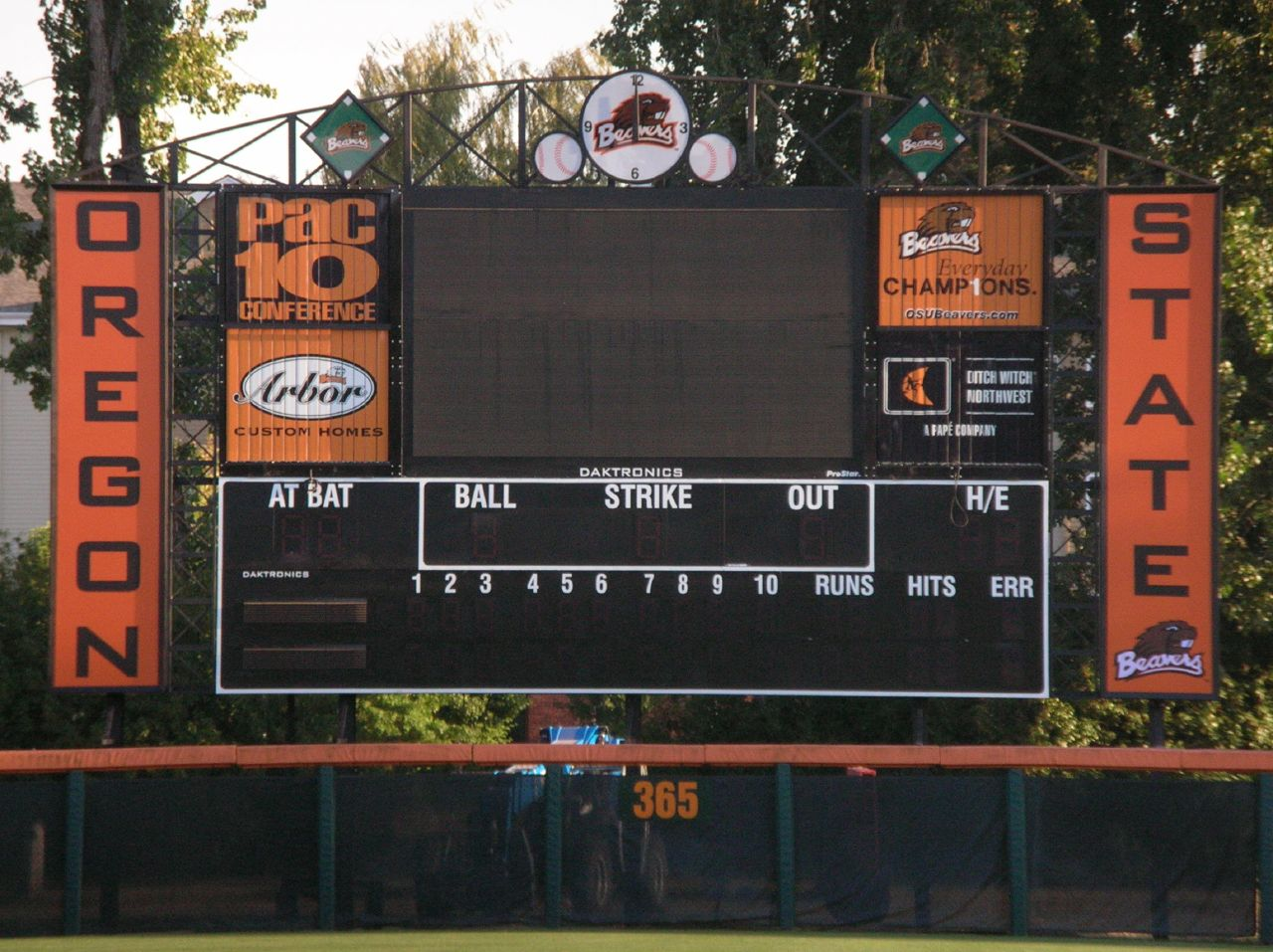
Marcador del Goss Stadium.

El equipo data de 1907. A lo largo de este siglo de existencia ha aportado 15 jugadores a las ligas mayores, la MLB. Han ganado en 22 ocasiones el título de Conferencia, y han llegado en 3 ocasiones a las World Series universitarias, en 1952, y más recientemente, en 2005 y 2006.

### Baloncesto
El equipo de baloncesto ha aportado varios jugadores a la NBA a lo largo de su historia, entre los que destacan Gary Payton, A.C. Green y Brent Barry.

### Fútbol americano

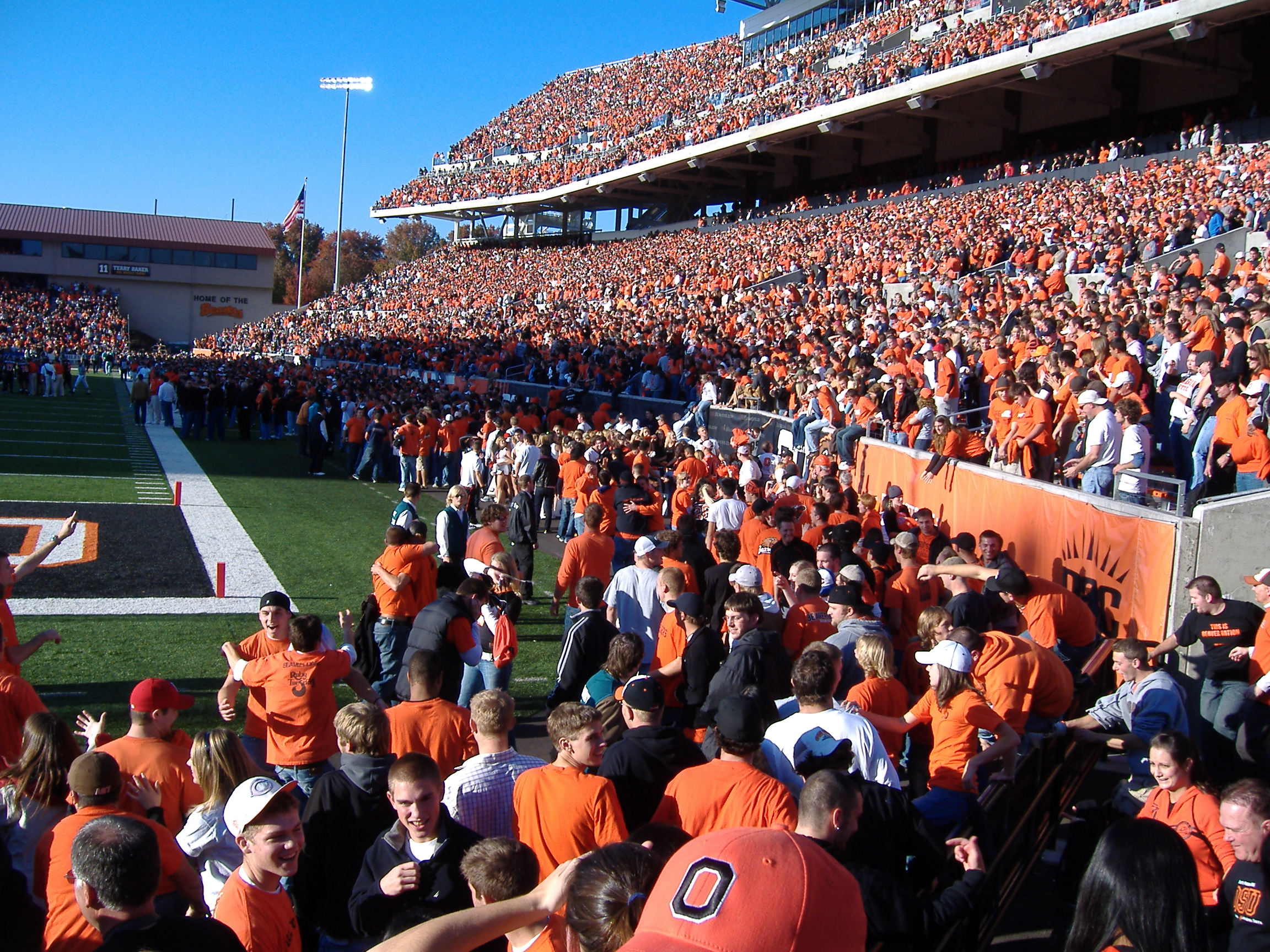
Fanes de los Beavers antes de un partido.

El equipo de fútbol americano se creó en el año 1893, y desde entonces casi un centenar de sus jugadores han llegado a jugar en la NFL, incluido el ganador del Trofeo Heisman Terry Baker. A lo largo de su historia se han hecho en 5 ocasiones con el título de la Pacific-12 Conference, y 42 de sus jugadores han sido elegidos en alguna ocasión All American.
Han jugado en 13 ocasiones bowls, de las cuales han ganado 8, incluidas las prestigiosas Rose Bowl en 1942 y la Sun Bowl en 2006.